# Rebellum

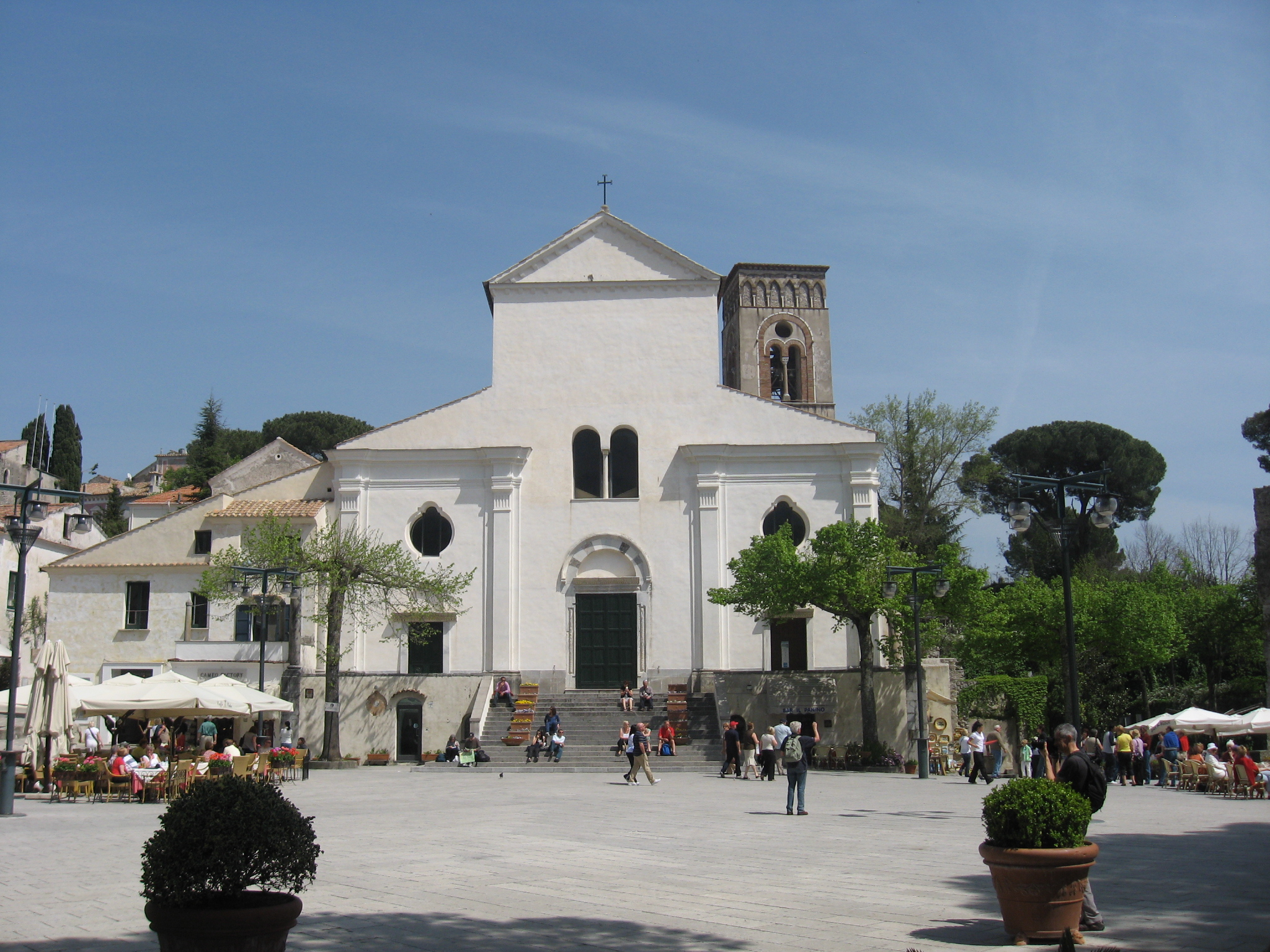
Dawna katedra diecezjalna w Ravello

Rebellum (łac. Rebellensis, wł. Ravello) – stolica historycznej diecezji w Italii erygowanej w 1086 roku, a włączonej w roku 1804 w skład archidiecezji Amalfi.
Współczesne miasto Ravello znajduje się w Prowincji Salerno we Włoszech. Obecnie katolickie arcybiskupstwo tytularne ustanowione w 1968 przez papieża Pawła VI.

## Biskupi tytularni
| Lp. | Biskup            | Funkcja                            | Od                | Do                  |
| --- | ----------------- | ---------------------------------- | ----------------- | ------------------- |
| 1   | Luigi Dardani     | biskup pomocniczy Bolonii (Włochy) | 28 kwietnia 1969  | 12 marca 1974       |
| 2   | Giacomo Barabino  | biskup pomocniczy Bobbio (Włochy)  | 16 maja 1974      | 7 grudnia 1988      |
| 3   | Giovanni Marra    | Biskup polowy Włoch                | 14 listopada 1989 | 17 maja 1997        |
| 4   | Hans Schwemmer    | nuncjusz apostolski                | 9 lipca 1997      | 1 października 2001 |
| 5   | Claudio Gugerotti | nuncjusz apostolski                | 7 grudnia 2001    | 30 września 2023    |
| 6   | Vincenzo Turturro | nuncjusz apostolski                | 29 grudnia 2023   |                     |